# Тенерифе (Місяць)
Гори Тенерифе  — місячні гори на видимій стороні Місяця, розташовані в північній частині Моря Дощів в обмеженому районі селенографічними координатами 46,49° — 49,21° c.ш., 10,6° — 15,63° з.д. . На північному сході від гір розташований кратер Платон, що є прекрасним орієнтиром для їх пошуку. На заході від гір знаходиться Прямий Хребет, на південно-сході одиночний пік Піко.
Гори являють собою систему ізольованих вершин, розкиданих в межах області діаметром 112 км, причому самі піки займають лише незначну частину цієї області. Згідно з сучасними поглядами гори являють собою частину внутрішнього валу кратера, утвореного імбрійским імпактом, що породив Море Дощів. Надалі басейн Моря Дощів був заповнений лавою і нині лише окремі частини внутрішнього валу підносяться над поверхнею басейну. Найбільшу висоту 2400 м має пік Тенерифе Епсилон. Окремі області піків утворені гірськими породами належать до нижньої частини місячної кори, піднятими при імпакті і ймовірно містять значну частку титану і заліза.
Згідно з традицією використання для місячних гір найменувань земних, гори Тенерифе отримали назву від назви острова Тенерифе, одного з Канарських островів. Слід зазначити, що околиці гори Тейде, що на острові Тенерифе вважаються прикладом місячного пейзажу на Землі.